# Banki (Andrzejów)
Banki – część wsi Andrzejów w Polsce położona w województwie lubelskim, w powiecie chełmskim, w gminie Kamień. 
W latach 1975–1998 Banki należały administracyjnie do województwa chełmskiego.